# Glomma
Le Glomma ou Glåma est le principal fleuve de Norvège, le plus long de ce pays nordique et de toute la Scandinavie, s'il est fait exception du système hydraulique scandinave non nominal formé par le Femundelva, puis le Trysilelva et le Klarälven aboutissant au lac Vänern et enfin à son débouché, le Göta älv se jetant dans le Cattégat.  
Selon la plus vieille tradition, il prend sa source au débouché du lac Aursund à Glåmos à environ 690 mètres d'altitude sur l'étendue de l'actuelle municipalité de Røros. Selon la géographie norvégienne de l'époque contemporaine, sa source se trouve plus haut au sortir du lac Rien à 748 m d'altitude. Toutefois, l'apport d'un système de déversoir en cas de grandes pluies à partir de lacs endoréiques sur des hauts plateaux fait remonter sa plus haute source connue à Mustjønna dans la commune montagneuse voisine de Tydal à 858 m d'altitude.
Il se jette dans le Skagerrak à Fredrikstad au niveau du golfe qui communique avec le fjord d'Oslo. 

## Hydrologie
Son bassin versant s'étale sur environ 42 000 km2, ce qui représente 13 % de la superficie norvégienne. La mesure de la longueur de ce cours d'eau diffèrent selon les publications et le maillage fractal: 570 km autrefois, 600, 603, 608, 620 ou 621 km, voire 623 km en prenant en compte les anciens méandres terminaux de l'Østfold. Ses principaux affluents de rive droite, plus nombreux et importants, se nomment Tunna, Folla, Atna, Imsa, Åsta, Oppstadåa, Vorma encore nommé Lågen dans le Gudbrandsdal et qui draine les eaux du lac Mjøsa jusqu'aux environs de Nes, Nitelva. Les affluents de rive gauche sont Håelva, Rena ou Renaelva, Flisa, Rakkestadelva.

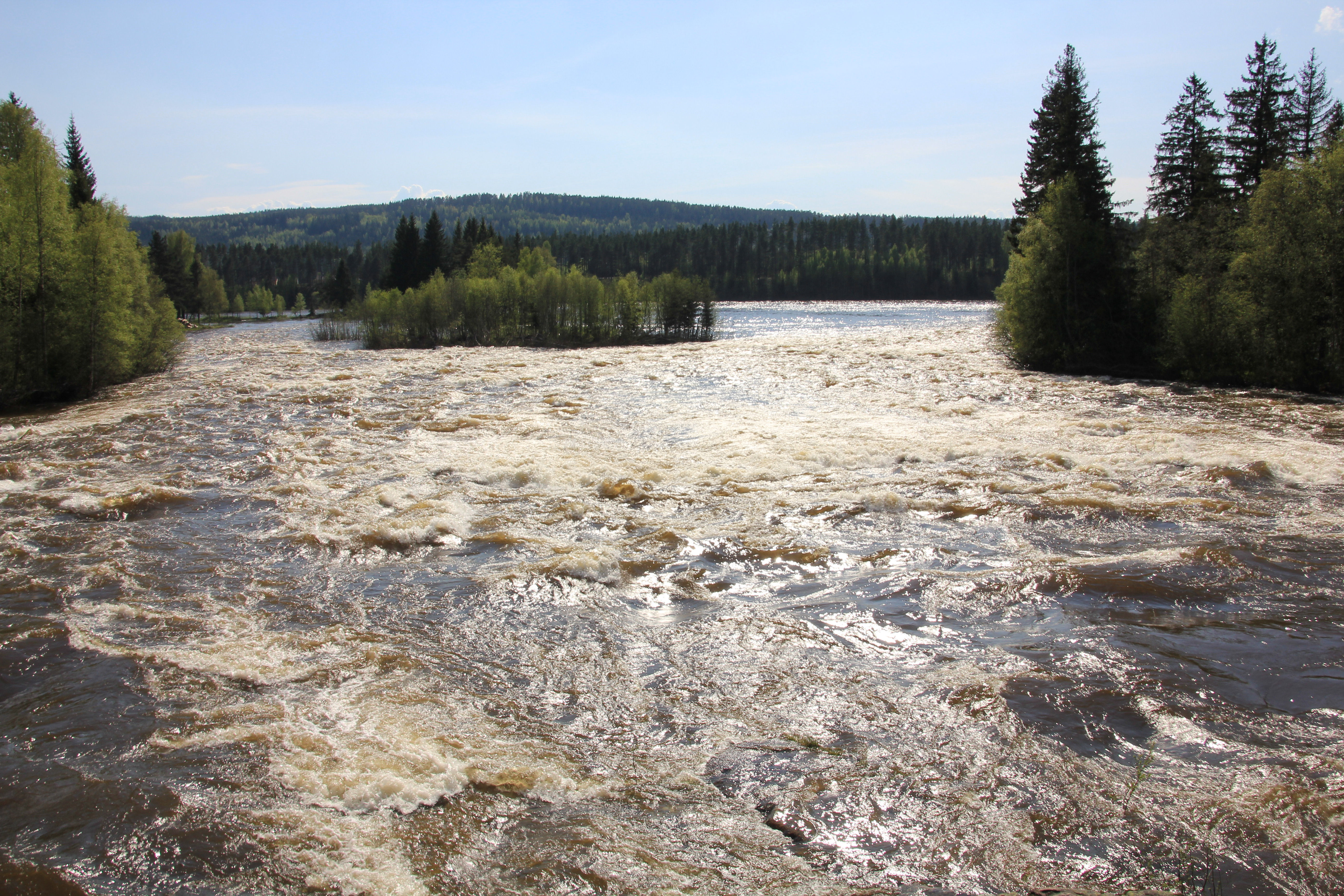
Branche orientale du Glomma après l'île de Prestøya à Elverum, Hedmark

### Parcours prestigieux
Le fleuve Glomma emprunte depuis les monts du Trondelag méridionale un couloir dépressionnaire orientale menant au sud du pays, paradoxalement moins creusé que les dépressions plus larges de la Norvège intérieure. Les vallées qu'il emprunte se caractérisent par la diversité des appellations, indéniablement d'origines ethniques et culturelles parce qu'elles sont marquées chacune par un art de bâtir, des traditions d'habillement ou du vêtement de fête bunad, par des rituels saisonniers et un folklore spécifiques : 
- L'Østerdalen est le nom historique de sa vallée supérieure, du lac Aursund à Elverum,
- Solør désigne la vallée moyenne du Glomma plus basse jusqu'à Kongsvinger, où l'étroit couloir oriental, bien déblayé et surcreusé par les glaciers et leurs eaux de fonte, s'efface avec la faille de Kongsviger à 110 mètres d'altitude. Le Glomma y paresse souvent en nombreux méandres.
- Odalen ou Odal est le nom historique du début de la basse vallée rejoignant en bifurquant à l'ouest jusqu'à Nes, pour rejoindre la dépression centrale et englober les bouches des grands lacs de la Norvège intérieure et centrale.
- Romerike signalait autrefois l'espace ouvert par sa basse vallée, le fleuve se nommant ici autrefois fleuve Raumariki ou Romerikingenes elv. Le fleuve coule vers le sud-ouest vers Lillestrøm à l'est d'Oslo et après Fetsund et son delta, entre au lac Øyeren à 100 m d'altitude, qui rejette le Glåma à Solbergsfoss

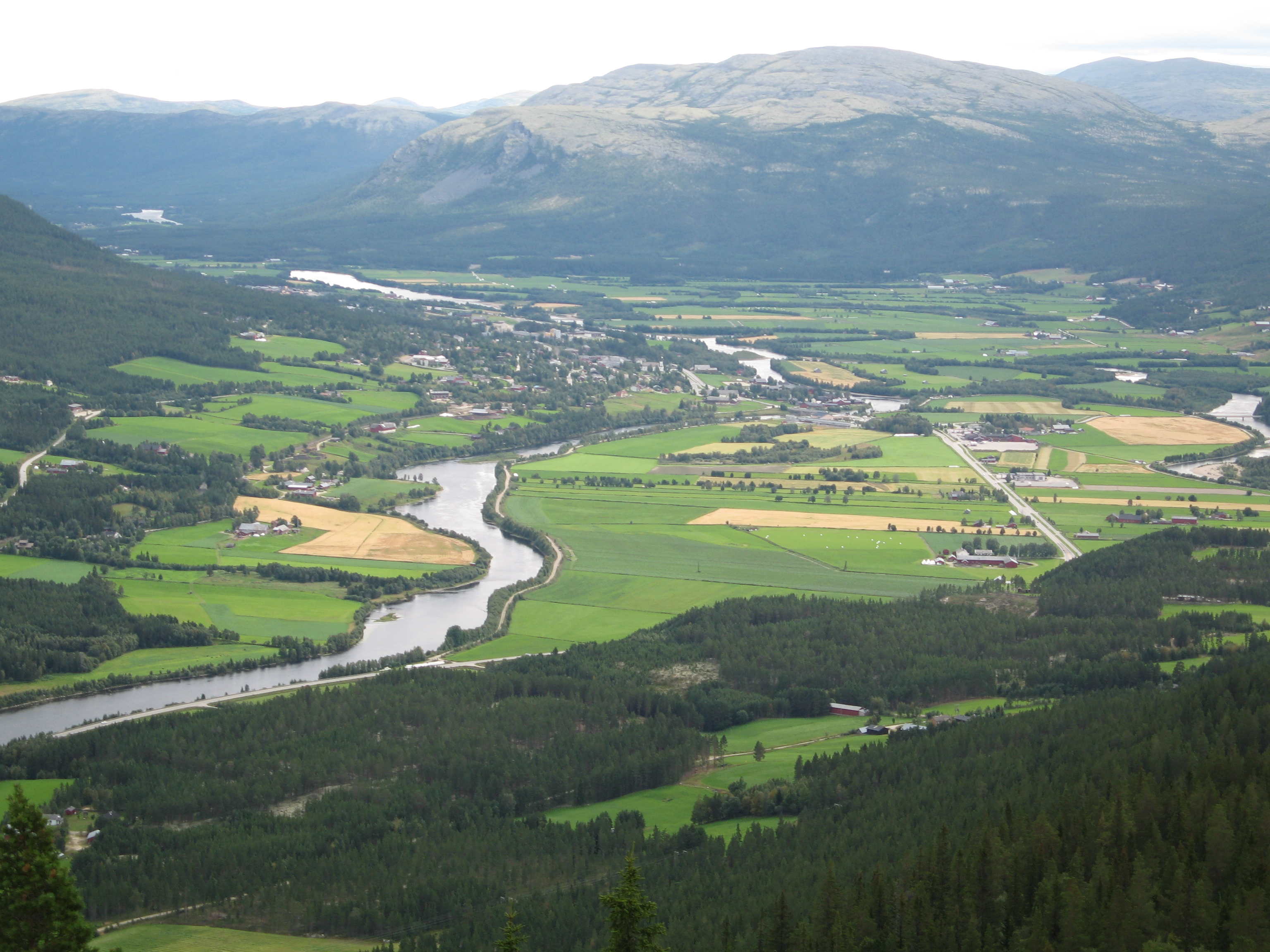
Le Glåma traverse Alvdal dans Østerdalen et conflue avec le Folla, un de ses puissants affluents occidentaux, comté de Hedmark

Mais son parcours indique aussi un grand chemin antique puis royal vers le sud qui descend l'Østerdalen, le Solør, l'Odalen, avant de mener finalement au Romarike et à Oslo. N'est-il pas le vieux axe entre les capitales royales Trondheim et Oslo, car Trondheim ou Nidaros était l'ancienne et illustre cité du vieux royaume de Norvège avant la promotion d'Oslo. C'est aussi une voie de défense territoriale très ancienne, face à l'ancien ennemi suédois. 

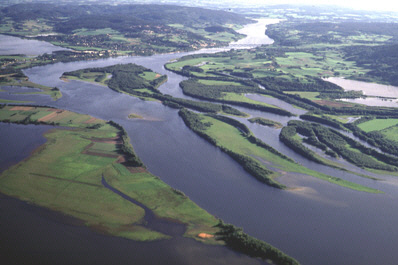
Delta de Fetsund où le Glomma débouche dans le lac Øyeren ou Oyern

Le delta de Fetsund accumule une masse énorme de matériaux glaciaires fins, nommés silt. Il est extrait massivement et employé après transformation thermique opérée par l'industrie céramique associée à l'industrie du bâtiment norvégienne comme argile expansée. 
- Le lac  Øyeren et son débouché vers la mer :

Son cours vers le sud en aval du lac Øyeren, où le fleuve puissant se nomme localement encore Raumelf lors des derniers 100 mètres de dénivelé, forme encore les îles de Tunøya à Sarpsborg et Rolvsøy à Fredrikstad. Son débit moyen avoisine alors 698 m3/s. Il peut s'étendre sur 1,5 km de largeur. Mais en crue son débit peut atteindre pendant de nombreux jours 4 700 m3/s.

#### Principales localités ou municipalités traversées
Åsta, Alshus, Alvdal, Askim, Blaker, Elverum, Elvestad, Evenstad, Fetsund, Fredrikstad (Østfold), Greåker, Grue, Hafslundsøy, Hasle (Østfold), Kongsvinger, Kvikne, Kykkelsrud, Langnes (Østfold), Mørkfoss, Rena, Risberget (Grue), Røros, Roverud, Sarpsborg, Sellebakk, Seterstøa, Skarnes, Solbergfoss, Våler (Hedmark)

#### Localités et contrées en détail
Le Glåma coule d'abord dans le comté du Sør-Trøndelag. 

##### Comté du Sør-Trøndelag
Nous avons décrit plus haut son parcours dans un système en partie endoréique, puis dans les lacs de montagne dont le débouché ultime se situe à Glamos, localité faisant partie de la municipalité de Røros. Citons le grand lac Aursunden relié à différents lacs plus modestes, tel le Rien (14,87 km²), le Riasten (5,14 km²) et le Bolågen, voire au-delà au lac Mustjønna. 
La localité riveraine homonyme de Glåmos était selon les anciens habitants le lieu de naissance antique du fleuve. Son cours et ses affluents caractérisent la Norvège intérieure et orientale. 

##### Comté de Hedmark
Os. En amont de la localité, il reçoit sur sa rive gauche le Nøra. Il reçoit le Vangrøfta sur sa droite en aval d'Os.
Tolga à 543 m d'altitude.
Tynset – Il reçoit le Tunna en rive droite en en aval des localités de Motrøen (rive droite) ou de Tynset (rive gauche), le tunna venant de Kvikne et captant le Stortela de Telneset. Le massif du Tron au sud-est culmine à 1686 m d'altitude. Il s'agit d'une belle rivière à méandres laissant des bras morts, comme on peut l'observer sur les cartes photographiques satellitaires dans la plaine de Tynset.
Alvdal – En amont, après être passé sous le pont entre Nauterstøa et Tron, il reçoit sur sa gauche l'Auma venant de Tylldalskjølen. Il reçoit sur sa droite le modeste Savallaa ou Sivilla en aval de Strømmen. Cette rivière draine les eaux du lac Saval à 708 mètre d'altitude. En face de la petite ville d'Alvdal, situé sur sa rive gauche, il forme l'île Øya aujourd'hui rattaché à Sauholmen, autrefois îlot séparé au nord par un bras du Glomma, en recevant en rive droite l'ensemble cumulé de rivières Folla/Grimsa venant des vallées dites Folldal/Grimsdal, juste après le renfort de la Folla par le torrentueux Sølna.
Rendalen avec les hameaux de Barkald, Hanestad perdus dans une immense forêt, malgré les réseaux routier et de chemin de fer. Dès qu'il le pouvait, le fleuve formait des îles, dénommées trivialement ou suffixées en øya ou holmen selon leurs exploitations agraires ou leur préservation naturelle ou forestière.
Stor-Elvdal – Il y forme à proximité de la localité un chevelu de méandres. Bien en amont à Atnosen surgit presque à contre-sens sur sa rive droite l'Atna venant de l'Atnedalen au nord de Atnmoen, ancien hameau excentré sur la rive droite de la modeste localité d'Atna sur l'autre rive du fleuve. En aval, il rejoint ensuite sur sa rive droite en contrebas de Imsroa, en aval de Stai (rive gauche) et de son pont, ou en amont de Messelt (rive droite) l'Imsa au cours rectiligne et aux eaux souvent gris blanchâtre, chargées par la fonte de neige ou d'éléments glaciaires venant de la vallée dénommée Imsdalen. Le sable ou limon blanchâtre de l'Imsdalen se dépose assez vite en aval, formant des amas impressionnant avec le temps. Le fleuve dénomme cette grande commune qui regroupe des localités riveraines, Friland, Stai, Messelt, Eventad, Syra.
Åmot – Après avoir longé Opphus, Strand, Ygl, Såetra, il reçoit sur sa gauche le puissant Rena précisément dans la ville de Rena dont le centre est sur la rive droite. Le Rena est le débouché du long lac Storsjeen qui en amont s'étale à 259 mètres d'altitude. En aval, le fleuve reçoit l'Åsta au tracé déjà sinueux et au flux apparemment plus modeste venu depuis l'Åstadalen. Les contrées montueuses traversées sont toujours couvertes de forêts à perte de vue.
Elverum – En amont de la ville située à 188 mètres d'altitude, il y reçoit après la modeste localité Oeksna en rive droite le sinueux Øksna, encore dénommé Terninga, venu du sud. Avant son parcours dans la ville, il est aménagé par une digue et un couloir canalisé, effaçant en partie l'ancien lit. Mais, lorsqu'il traverse la ville, il peut encore divaguer dans un environnement champêtre avant de gagner les chutes aménagées de part et d'autre de la petite Prestøya, en face du musée de la forêt nordique et en amont du camping. Il passe ensuite dans les chutes près de Heradsbygd, dite de Skjefstadfossen puis la chute de Braskereidfoss.
Våler. Après Braskereidfoss, il entre dans la grande vallée alluviale dite "Sølor". Déjà la route qui le longeait depuis Elverum sur sa rive gauche ou orientale se nomme voie du Sølor. En aval de Våler, après une nouvelle chute, son lit forme un cœur.
Åsnes – Après Eid et Snårrod, il reçoit en aval de la localité de Flisa en rive gauche le méandreux Flisvassdraget nourrie en amont de l'Ulvåa, de la Kynna et de l'Haslåa. La Flisa délaisse rapidement ses sables blancs. Il passe à Flisa, près de Kløfter, à Sandstrett et près de Namna et Kirkenaer en rive gauche. Partout en plaine, ses anciens bras morts forment des lacs ou des étendues d'eaux, limitant des parcellaires agricoles.
Grue. Après Oppsett, le fleuve passe près des localités de Grinder, de Brandval en rive gauche et de la petite localité d'Årnes qui fait face à cette dernière en rive droite.
Kongsvinger. Après Roverud, l'ancienne ville royale de Kongsvinger marque la fin de la grande faille orientale essentiellement nord-sud, qui a constitué le couloir naturel de l'amont du fleuve. La vieille ville est située rive droite au nord du point de rebroussement en u évasé du fleuve qui, coulant du nord, semble virer avec soudaineté, permettant à son lit de remonter en direction du nord-ouest en laissant Galterud et Sander au sud sur sa rive gauche.
Sør-Odal – La faille qu'il a emprunté à Kongsvinger se termine à Skårnes, par un point de rebroussement inversement symétrique au premier, mais encore plus brutale, puisque le fleuve coule juste ensuite plein sud. Il y reçoit en rive droite en aval de Korsmo le Oppstadåa venant du lac de Storsjøen qui draine à 132 mètres d'altitude dans l'Odalen les eaux de divers torrents, dont celles du Gjuråa. Il longe les localités d'Ulleren et de Setterskaa. Il quitte le comté du Hedmark après Disenà dernière localité du comté.

##### Comté d'Akershus
Nes. Il entre pleinement en Akershus à Setterstøa. Surgissant sur sa rive droite entre les lieux-dits Ullershov au nord et Åmot au sud, près de Vormsund en amont de Årnes, le puissant et impressionnant Vorma le rejoint, l'égalant bien souvent en flux ou en largeur de lit. Le grand fleuve file ensuite vers Haga et Rånåsfoss et ses chutes aménagées entre des reliques de forêts.
Sørum. Il arrose Blakker en rive gauche avant de dévaler dans les Sundfossen, puis de longer le Sørumsand, en s'élargissant vers l'ouest avant de faire un coude en se dirigeant vers le sud vers le sud-sud-ouest tout en réduisant la taille de son lit. Au niveau du coude élargi, venant droit du nord le modeste Rømua, drainant une fraction du Romerike, le rejoint sur sa rive droite.
Fet. Il coule entre Varåa à l'est, en rive gauche et Fetsund à l'ouest en rive droite. Il y rejoignait après Fetsund le lac Oyeren après un magnifique delta limoneux, autrefois étalé plus au nord et au nord-ouest, jusque sur les marges de la ville actuelle de Lillestrøm comme les étendues d'eaux boueuses et limoneuses nommées Svelle le rappellent. Le Svelle n'est nullement sec sur sa marge orientale, reçoit au nord-ouest les eaux de la Nitelva qui a traversé le centre urbain de Lillestrøm.
Rælingen. Le lac Oyeren s'étale d'abord entre Nordby ou Flateby à l'ouest et Gan à l'est. Il touche les localités de Turanov, Bruk. ce lac apparaît comme un entonnoir fin et biscornu du nord évasé au sud, à embout fermé.
Enebakk. Il s'agit d'une partie finale du lac, avec la localité ripuaire de Sand. Ennebak marque la fin du comté d'Akershus

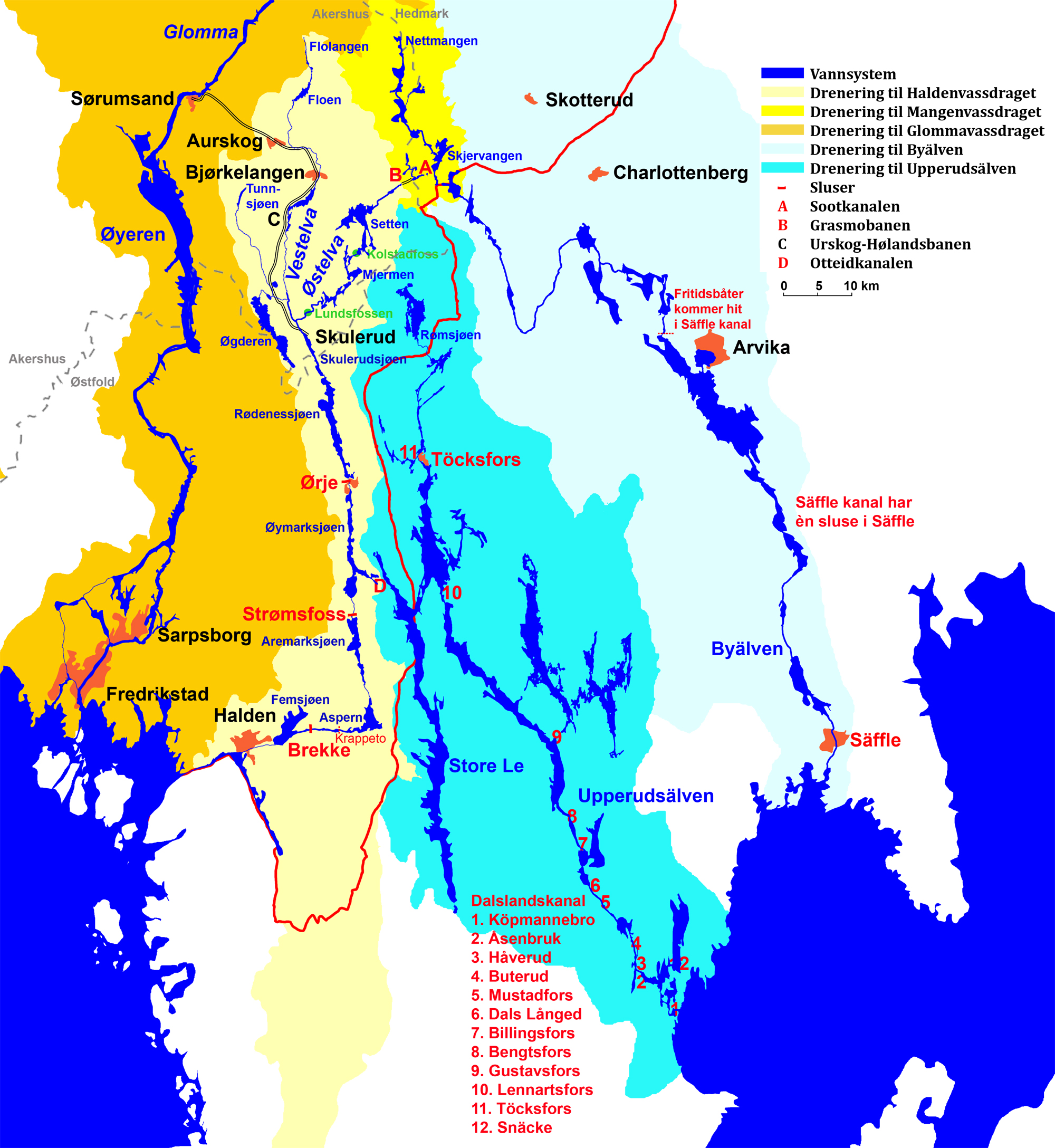
Parcours ultime du Glomma dans un bassin versant relativement étroit

##### Comté d'Østfold
Trøgstad. La partie sud du lac appartient au comté, ainsi qu'une partie plus vaste de la rive orientale. Le Glomma réapparaît en fuyant vers l'ouest avec l'embout terminal et méridional du lac. Il longe sur sa rive gauche Tosebygda, dont le terroir occupe la rive du bout occidental du lac. Il rejoint le barrage de Solbergfoss, qui ennoie une partie de ses vieux bras mort et ses vallons latéraux, au sud de Tønerud et à l'ouest de la forêt d'Asermarka.
Spydeberg. Après l'usine électrique de Solbergfoss, le fleuve tranquille s'étale laissant en rive droite Spydeberg et Buer. Le couloir final du Glomma était extrêmement surveillé durant les temps médiévaux.
Askim. Le Glomma anormalement large et sinueux coule assez largement à l'ouest de la ville d'Askim, tout en formant un arc de cercle autour du centre urbain. Cette largeur et cette lenteur s'explique par le barrage de Kukkelsrud. En coulant vers l'est, il passe le puissant barrage de Vamma. Il irrigue plus précisément la localité de Langli.
Eidsberg. Le fleuve large de plus d'un kilomètre repart vers le sud en laissant en rive gauche les localités de Rud et Eidsberg, approchant de Skiptvet.
Skiptvet. Il reste à 2,5 km en rive droite de la bourgade routière. Il passe près de Brekke.
Rakkestad. Il passe par Glena/Glennetangen en rive droite, puis Furuholmen en rive gauche, au niveau duquel ses eaux régulées se confondent avec l'étendue du lac Vestvannet, allongé sud-ouest vers nord-est. Mais entre Mierbekken en rive droite et Furuholmen, l'ancien lit principal du fleuve coule plein sud.
Sarpsborg. Après avoir longé la localité de Hasle en rive gauche, il entre dans la banlieue nord de Sarpsborg, entre Oppsund en rive droite et l'île Rødsøya, tout en laissant ses eaux irrigués une foule de chenaux, tantôt modestes tantôt large préservé au nord-est de l'agglomération. Il franchit le barrage de Sarpefossen, emprunte les rapides préservé de Storhaug en coulant vers le sud-ouest, accomplit une déportation vers le nord-ouest, quasiment à angle droit en à peine 1,2 km par un double coude. Les eaux du Glomma pourraient servir à remplir le Visterflo, à l'ouest de Sarpsborg, en coulant vers le nord entre Greåker et Rolvsøy. Le plan d'eau ou réservoir du Visterflo, est normalement rempli par l'Aagardselva, un autre bras du Glomma, venant du lac Vestvannet qui est rempli à l'amont par le Glomma.
Råde. Il coule vers le sud dans un lit réduit à 300 mètres, apparemment nullement aménagé et régulé, soumis à des courants forts. Il laisse sur sa rive gauche les localités de Thorp et Sellebak.
Fredrikstad. Il semble former deux bras dont le plus étroit très aménagé repart vers le nord-ouest et finit par s'associer au Seutelva, autre bras oriental du Glomma, dans le port en face de Gressvik. Ses deux bras forment en amont l'île de Kråkerøy, qui s'étend au sud de la ville. La frange méridionale de cette grande île en forme d'ovale allongé sur plus de 8,5 km du nord au sud appartient au rivage maritime.
Les eaux du Glomma de moins en moins chargées en période de crues baignent les îles de Vestraøy et Kirkøy. En ce sens îlien, le Glomma se jette dans l'Oslofjord, en particulier sa branche à la fois méridionale et orientale.

### Géologie
La haute vallée du Sør-Trøndelag a surgi d'un puissant déblaiement dans les formations du Cambrien et du Silurien, la lame principale étant le rabot glaciaire. Dès que sa vallée s'élargit, le Glomma coule sur des formations quaternaires laissées par les glaciers et remaniées par l'érosion fluvio-glaciaire, puis fluviale récente.
Toutefois les formations planchers de gneiss et de schistes cristallins réapparaissent étonnamment dans une partie du Sølor, et surtout dans le Sør-Odal, le Romarike et au niveau du lac Oyeren. Il y a eu probablement rejeux tectoniques et déviation du cours du Glomma dans sa basse-plaine, peut-être après la disparition de lacs petits et grands qu'il contribuait autrefois à former dans sa basse région autrefois tourbeuse et mal drainée au sortir des dernières puissantes glaciations il y a 10 000 ans. Cette basse région du fleuve est remarquablement étroite, ce qui est un autre indice.

## Aménagements et inondations

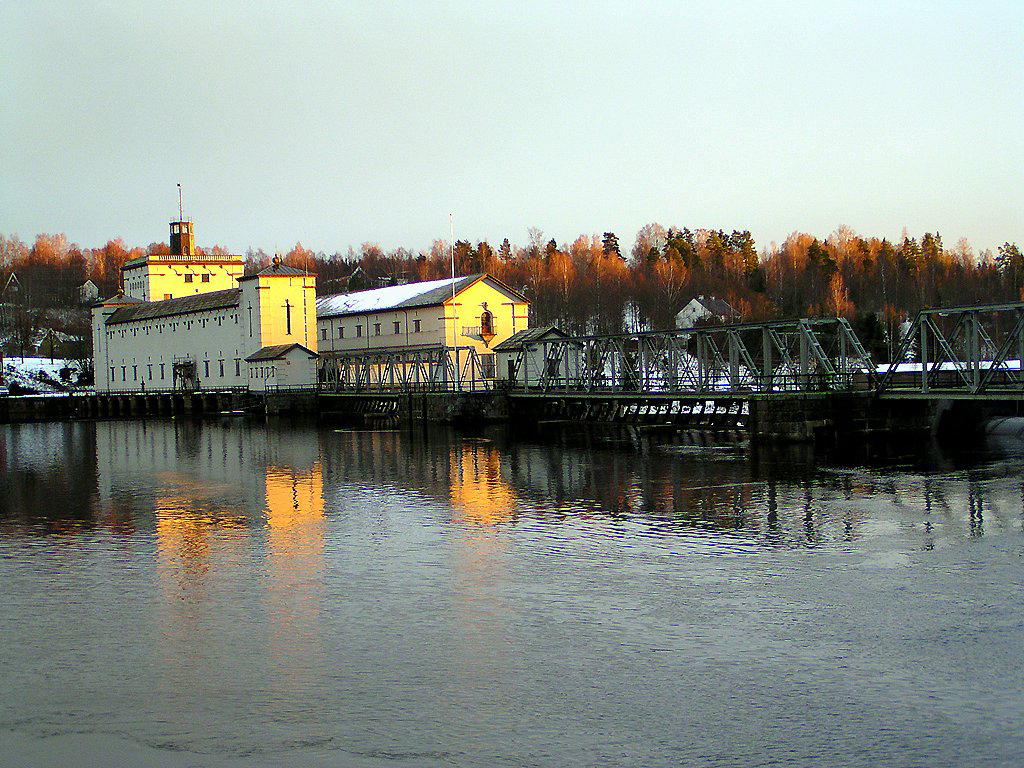
Bâtiment-station hydroélectrique de Rånåsfoss alignée avec sa digue de barrage

Son cours est barré par un grand nombre de barrages hydroélectriques, qui contribuerait avec environ 10 TéraWattheure pour presque 10 % des ressources électriques d'origine hydraulique du pays. C'était pourtant autrefois une grande artère de flottage de bois, avec des trains cumulant plus de 14 millions de billes de bois ou grumes encore en 1952, et sa partie basse facilement navigable était équipée d'un grand nombre de ports fluviaux. Ce qui n'empêche nullement les innombrables prises d'eaux pour la force hydraulique faisant mouvoir les scieries, les moulins, les usines notamment à papier ou de transformation métallurgique. Le flottage modernisé a disparu en 1985.
L'aménagement du Glomma a été beaucoup plus cohérent et important après les inondations dévastatrices de juillet 1789, dénommées Storofsen en Norvège orientale. Mais la prudence s'est relâché avec l'industrialisation à la fin du XIXe siècle et les aménagements restreignant parfois le lit majeur en supprimant ses divagations proverbiales, ont parfois rendu la moindre montée des eaux dangereuses, y compris dans les plans d'eau lacustres. La dernière inondation séculaire du Glomma remonte à mai-juin 1995.

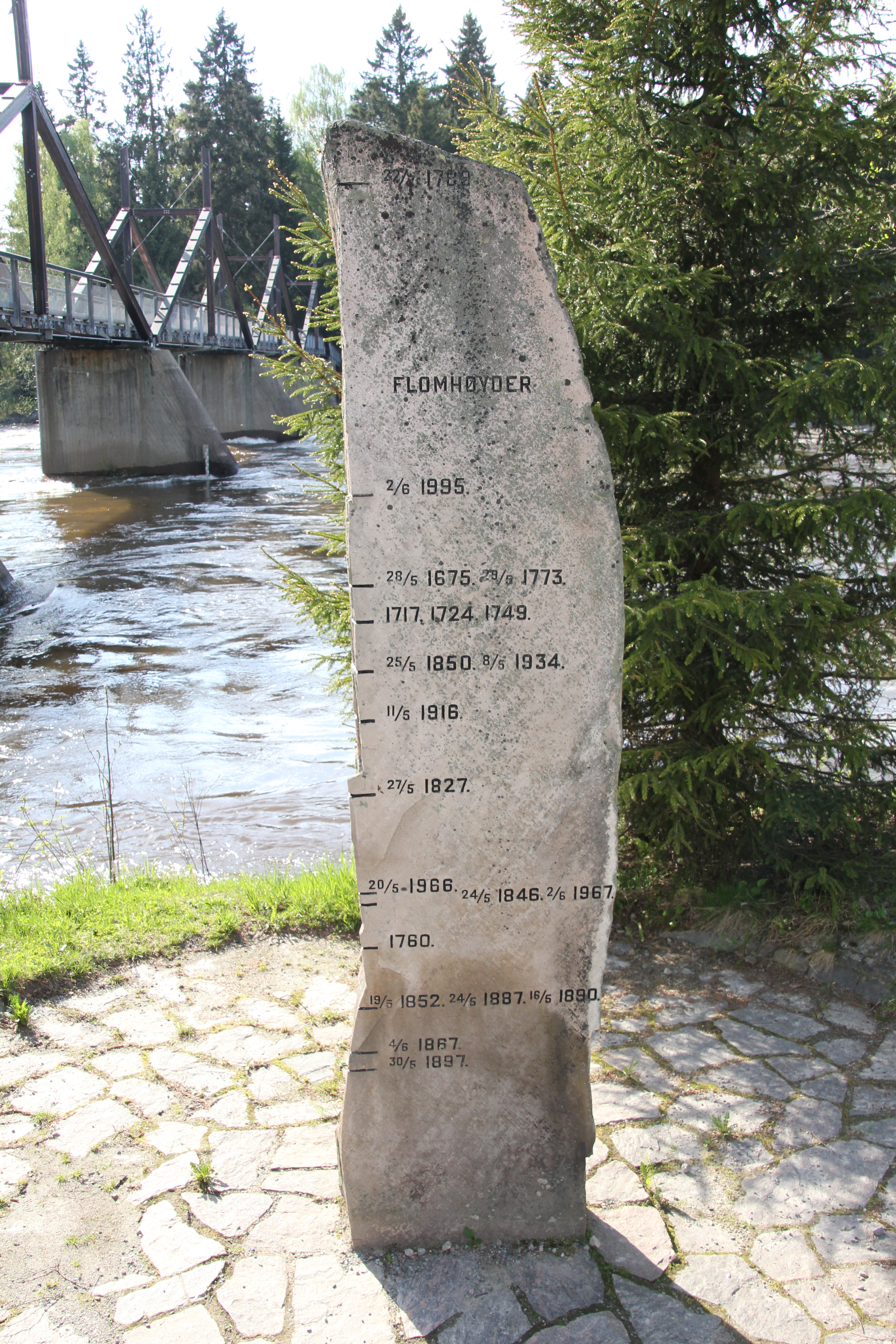
Pierre indiquant les crues anciennes ou Flomstein de la Glomma, musée de la sylviculture nordique à Elverum

Le fleuve est navigable de son embouchure jusqu'à Sarpsborg. Il est accessible aux gros bateaux, dans la limite du tirant d'eau fluvial. En amont, il faut emprunter des canaux aménagés, à gabarit décroissant, dénommés Flumes en anglais ou biefs en français technique.

## Hydronymie
La prononciation et l'écriture de l'hydronyme étudié diffèrent sensiblement selon les contrées traversées. Dans les comtés de Østfold et d'Akershus, le mot masculin Glomma s'impose alors qu'en amont, dans les comtés de Hedmark et Sør-Trøndelag, l'appellation toujours masculine est Glåma. Il existe des lieux-dits ou des contrées qui conservent cette racine, par exemple Glåmdal and Glåmos.
Il existait une multitude d'appellations locales, par exemple Vormsund après sa confluence avec la Vormsa
L'hydronyme est masculin, selon la tradition antique indo-européenne dénommant les fleuves. Sur la première carte de Bureus éditée en 1626, le fleuve (Elv ou Elbe) se nomme Glȧma. En 1696 et en 1720, il apparaît en cartographie moderne respectivement sous les formes graphiques Glammen et Glommen. Il est ensuite signalé avec les légendes Glammen ou Glommen, plus rarement en Glomme Elbe ou Glommen Elv. Le mot Glomma s'impose seulement en 1934 sur la Rektangelkart 1:100 000. 
Mais les Allemands l'ont récemment féminisé Die Glomma. 

### Hypothèses étymologiques
La plus vieille forme connue en vieux norrois selon une hypothèse commune serait Glaumr qui correspondrait pour certains toponymistes à l'onomatopée Raumr, signifiant "fort et bruyant" ou "tonitruant et grondant". Cette racine altérée se retrouverait dans ses anciennes dénominations de la basse vallée, telles que  Raumariki associée à la contrée de Romerike, ou Raumelbe' ou littéralement Elbe tonitruante ou torrentueuse pour les Allemands.
Pour d'autres hydronymistes, la forme Gláma signifierait une couleur précise en vieux norrois littéralement «den bleikblå» le bleu pâle ou bleu de plomb.
Une autre hypothèse ose une racine indo-européenne plus ancienne, voisine du verbe latin classique glǒměro, gloměrāre qui signifie dans le vocabulaire hydronymique "se peloter, se mettre en méandre, se lover en lac" ou en un second sens plus vaste, "rassembler, accumuler". Dans les langues celtiques continentales ou proto-germaniques, il existe probablement des mots de la même famille, le petit fleuve dans son cours montagneux n'est-il pas déjà un rassembleur, un collecteur d'eaux et de terres poussiéreuses alors que dans sa partie aval, perdant la puissance de son flot dans les multiples deltas des paisibles lacs qu'il remplit, il accumule en délaissant les masses de sédiments d'origine fluvio-glaciaire précédemment charriées.
Les peuples conservateurs des régions montagneuses auraient gardé ce premier sens. Mais les contrées voisines de la mer et des détroits, incessamment repeuplées par des peuplades germaniques migrantes surgies de la Baltique, auraient interprété ou altéré le vieux nom, qui en mentionnant sa force bruyante (Raumr), qui sa couleur ou qui en ajoutant le suffixe de riki, puissant et royale, dans le terme Raumariki devenu Romarike.

## Description écologique
Les anciennes zones de cultures oscillaient entre 500 et 600 mètres d'altitude suivant l'exposition des vallées. mais ces limites étaient notablement plus basses dans l'Østerdal que dans le Gudbrandsdal. La haute vallée de Glomma a une réputation non usurpée de grand fraîcheur. Dans l'Østerdal, la forêt résineuse dense s'étiole à partir de 900 m d'altitude.
Les pêcheurs apprécient en maints endroits peu ou prou préservés la présence de nombreuses truites, de truite arc-en-ciel,  truites saumonées et de saumons dans les eaux vives, de brochets et de Corégone Lavaret, de lottes et de perche fluviatiles dans les eaux calmes et lacustres, mais aussi dans les eaux intermédiaires de brèmes communes, d'ombres communs, d'ablettes et de gardons, voire de sandres dans les eaux déjà saumâtres. Par exemple, dans la haute vallée, les spots de pêche à la mouche sont encore réputés, par exemple à Tolga, Telneset, Tyndal ou Fåset.
À cause de l'existence ancienne de ces nombreux méandres, il existe un nombre d'îles, le plus souvent inhabitées, qui peuvent accueillir les pêcheurs comme les amoureux de la nature. Les Norvégiens des villes, amateurs pressés qui se lèvent tôt, pêchent à la ligne depuis les principaux ponts offrant des postes de pêche au lancer accessibles à pied.

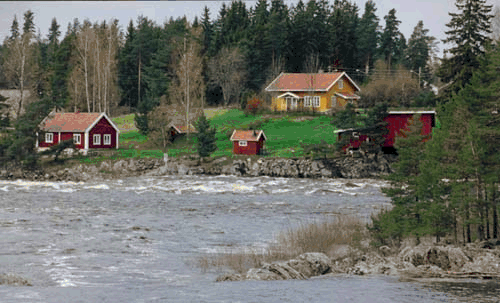
Funnefoss, musée du travail industriel, Opakermoen, commune de Ness, Akershus

La biodiversité est profondément réduite depuis les temps paysans. Du fait peut-être de l'essor de la sylviculture/foresterie industriel et de la multiplication des barrages et autres aménagements, la fragilité des écosystèmes, occultée par le marketing touristique vendeur d'images de nature, éclate en crises paroxysmiques. La peste de l'écrevisse a dévasté l'écrevisse à pattes rouges et partout un grand nombre d'espèces anciennes disparaissent dans un milieu dégradé et artificiel, favorable à l'irruption d'espèces invasives.

## Littérature
Une partie des écrits de l'écrivain Per Petterson concerne en toile de fond cette Norvège orientale et centrale, à la fois imaginée et réelle. On en retrouve quelques descriptions en particulier, pour son roman Jeg nekter (Je refuse ), avec les environs de la basse vallée du Glomma, dans le Romerike, autour du lac Oyeren, à proximité de l'Hovedbanen ou dans la contrée de Lillestrøm. Ces derniers lieux, marqués par une urbanisation récente et rapide, s'insèrent dorénavant dans la proche et lointaine banlieue de la capitale Oslo. Dans le roman cité figure une scène capitale de pêche, où les anciens amis d'enfance se retrouvent par hasard, sur le grand pont au-dessus de la rivière Nitelva entre Sagdalen et Lillestrøm. Si le hameau de l'enfance et de l'adolescence n'a pas de nom, la bourgade centre se nomme Mørk.

## Galerie photographique

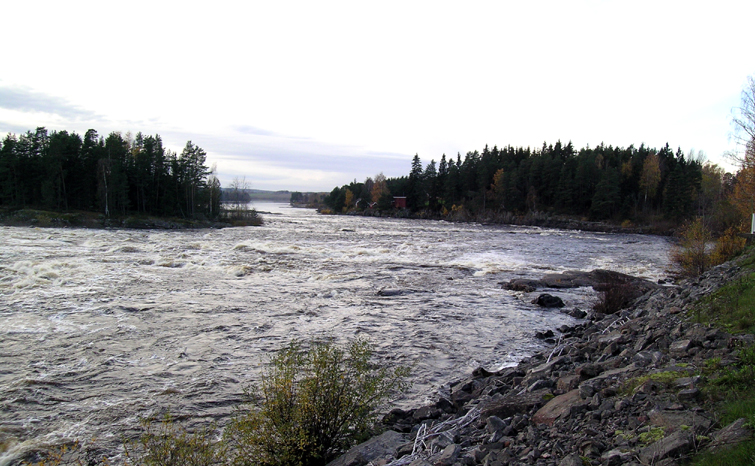
Funnefoss dans la haute vallée du Glåma
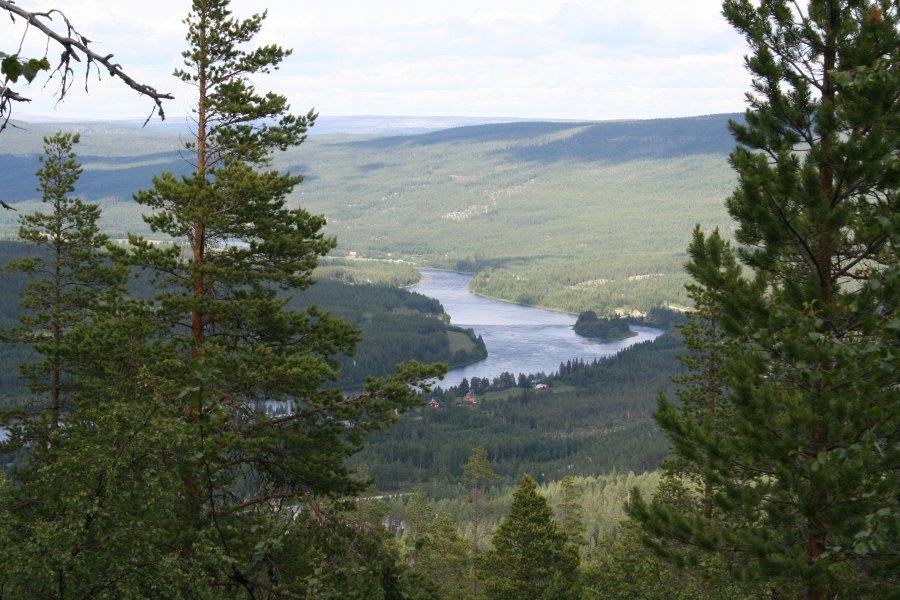
Le Glomma à Hanestad dans l'Østerdalen depuis la voie de chemin de fer Oslo-Røros, ici commune de Rendalen, comté de Hedmark
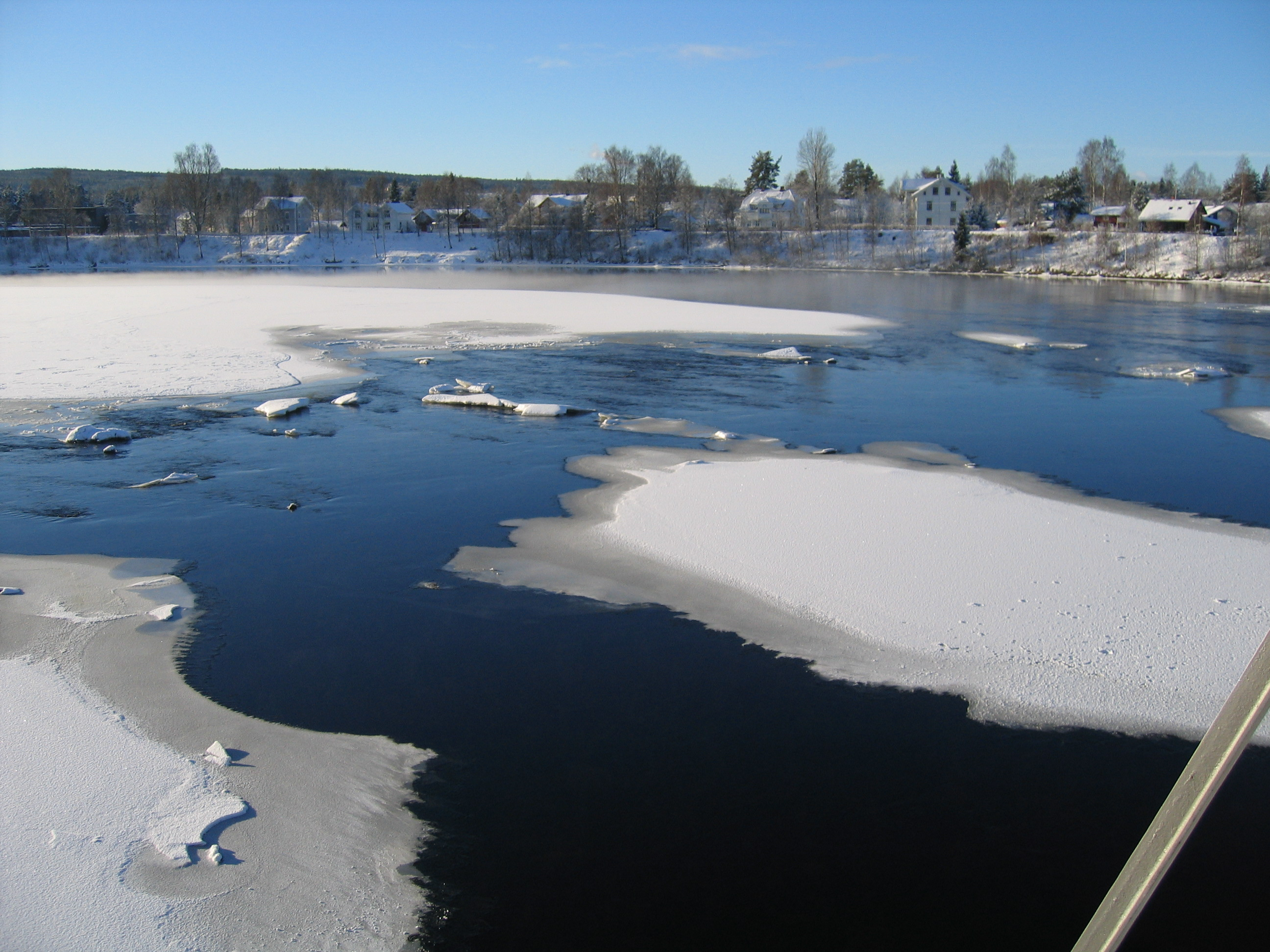
Glomma à Elverum, dans l'Hedmark hivernal
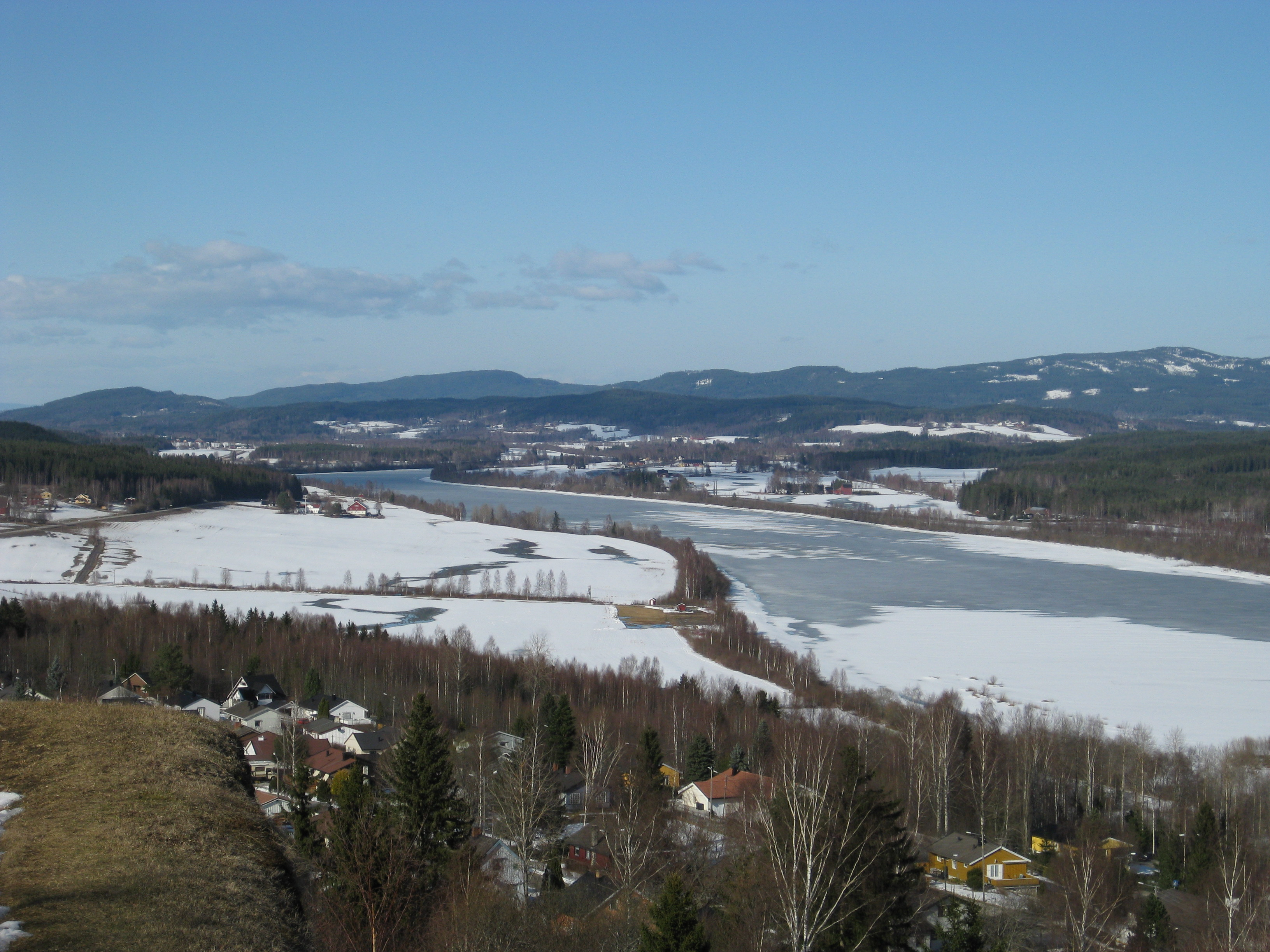
Glomma, fleuve venant du Nord, depuis la forteresse de Kongsvinger, marquant la fin du Solør
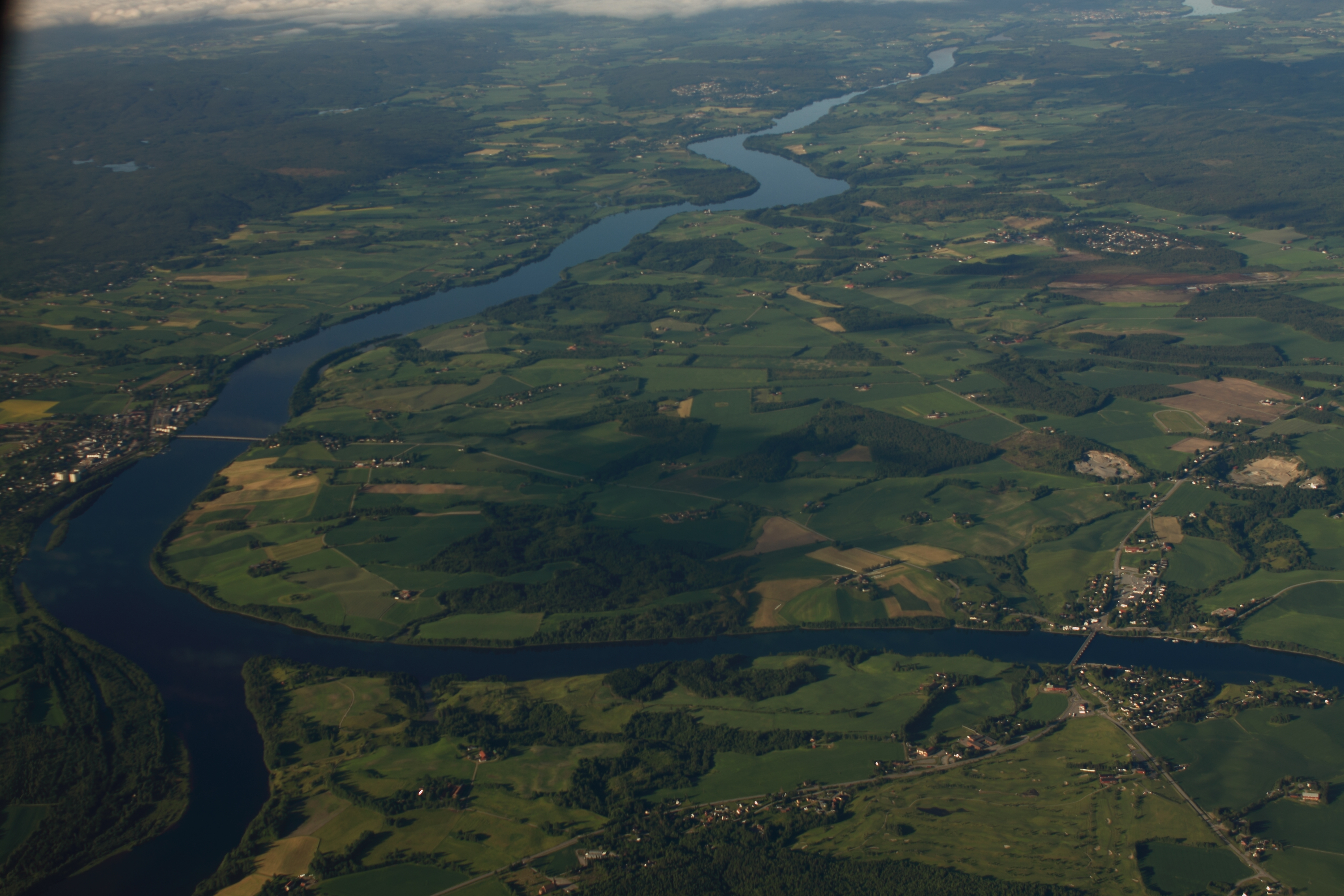
Confluence avec le Vorma au nord de Årnes, dans l'Akershus
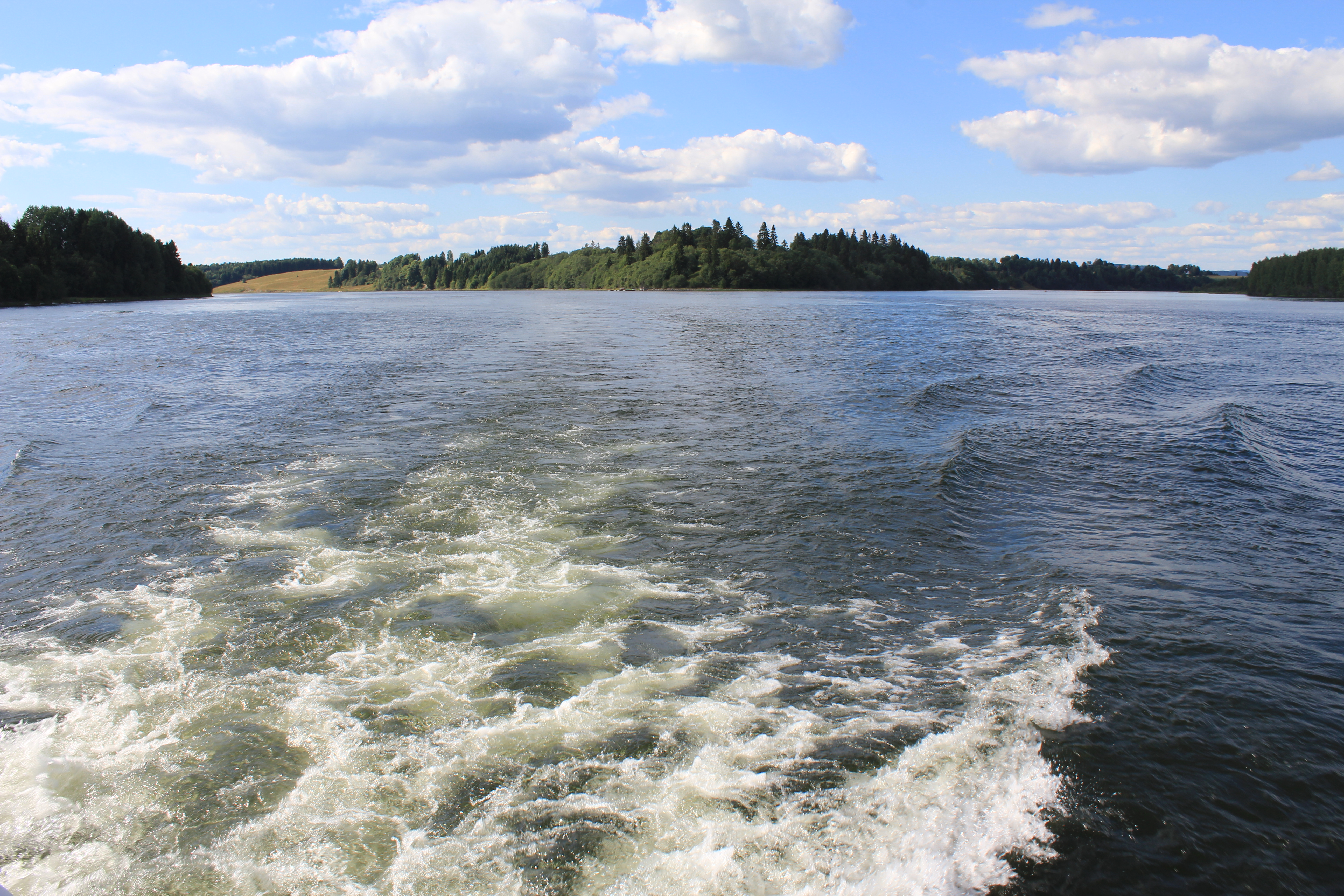
Après la confluence du Vorma et du Gloma
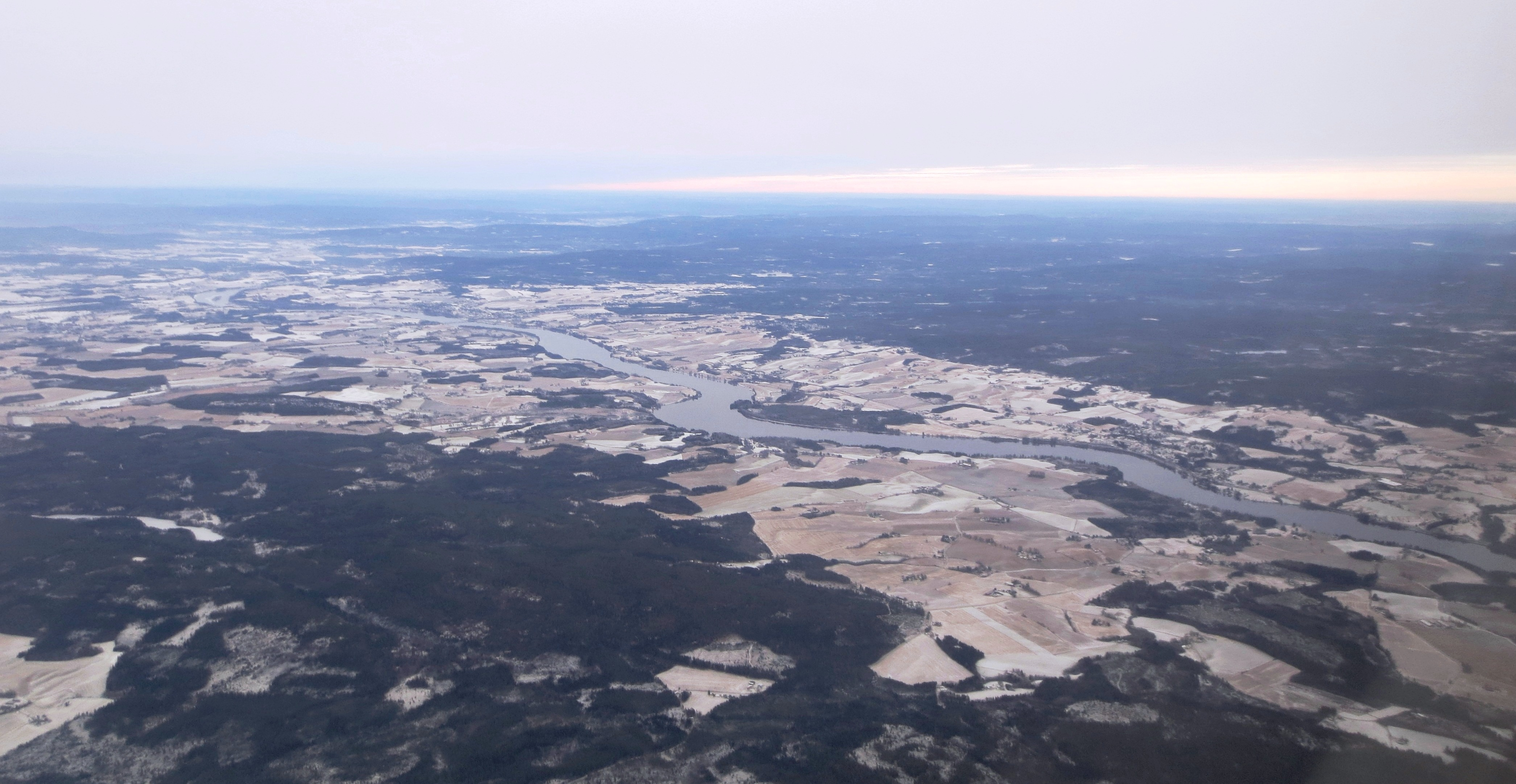
Le Glomma entre Årnes bien visible and Fetsund dans le lointain, Image aérienne au-dessus de Nes (comté Akershus)
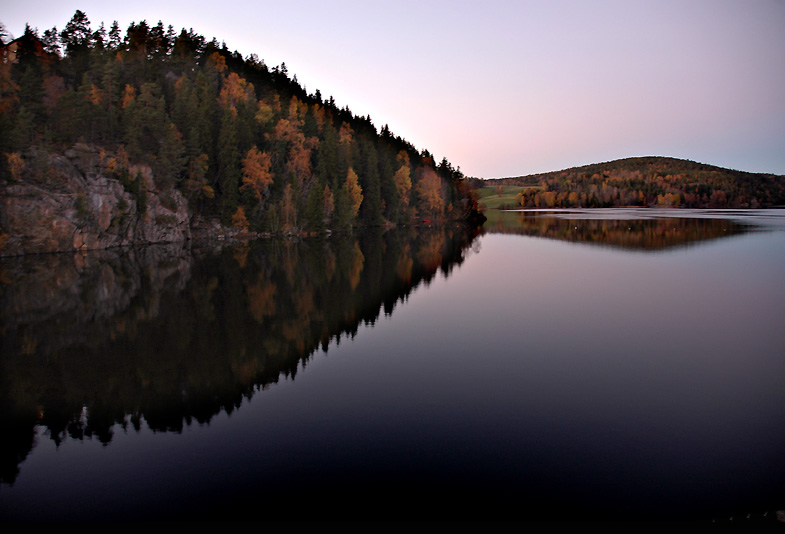
Centrale hydroélectrique de Solbergfoss
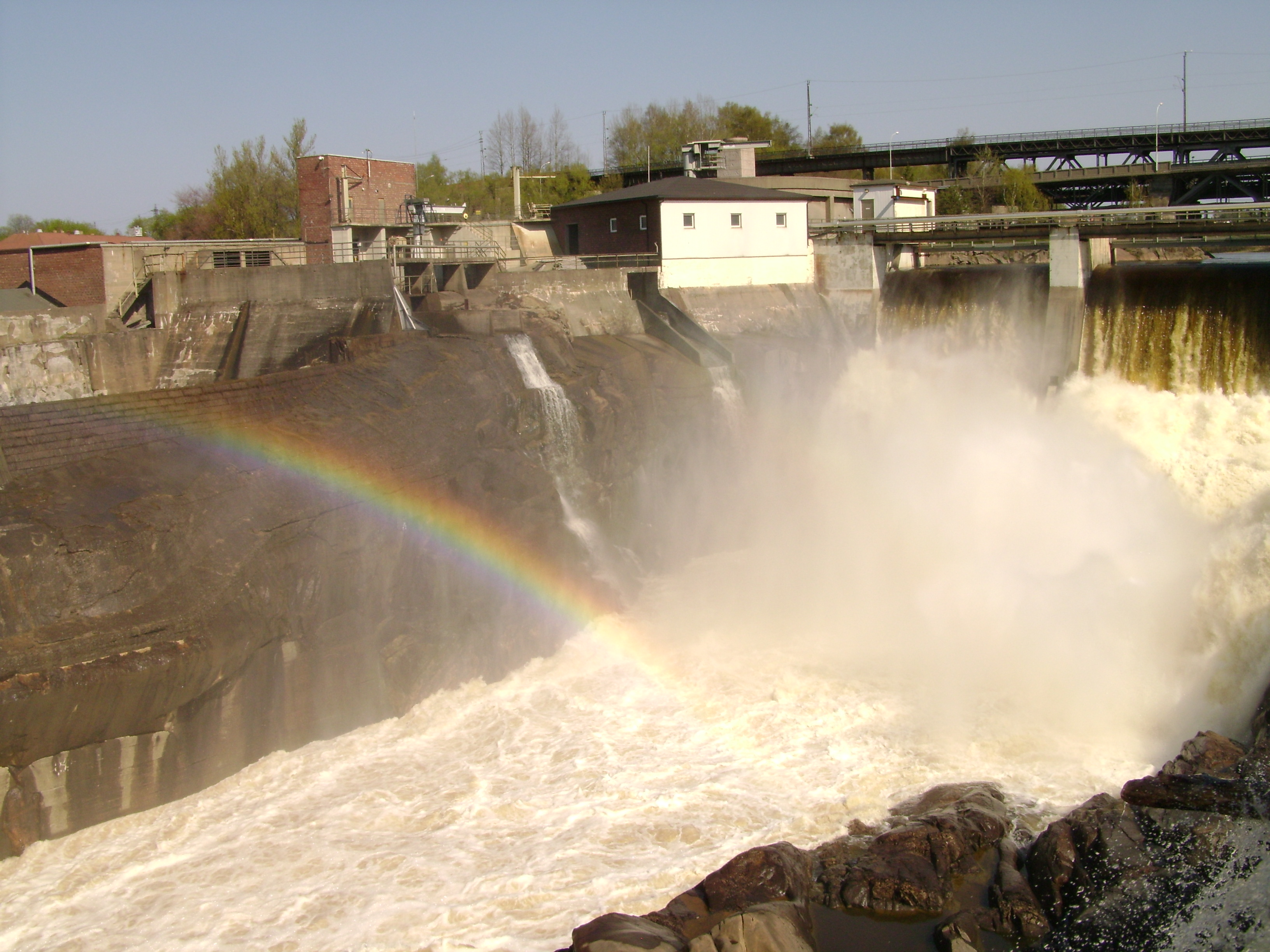
Chute d'eau de Sarpsfossen
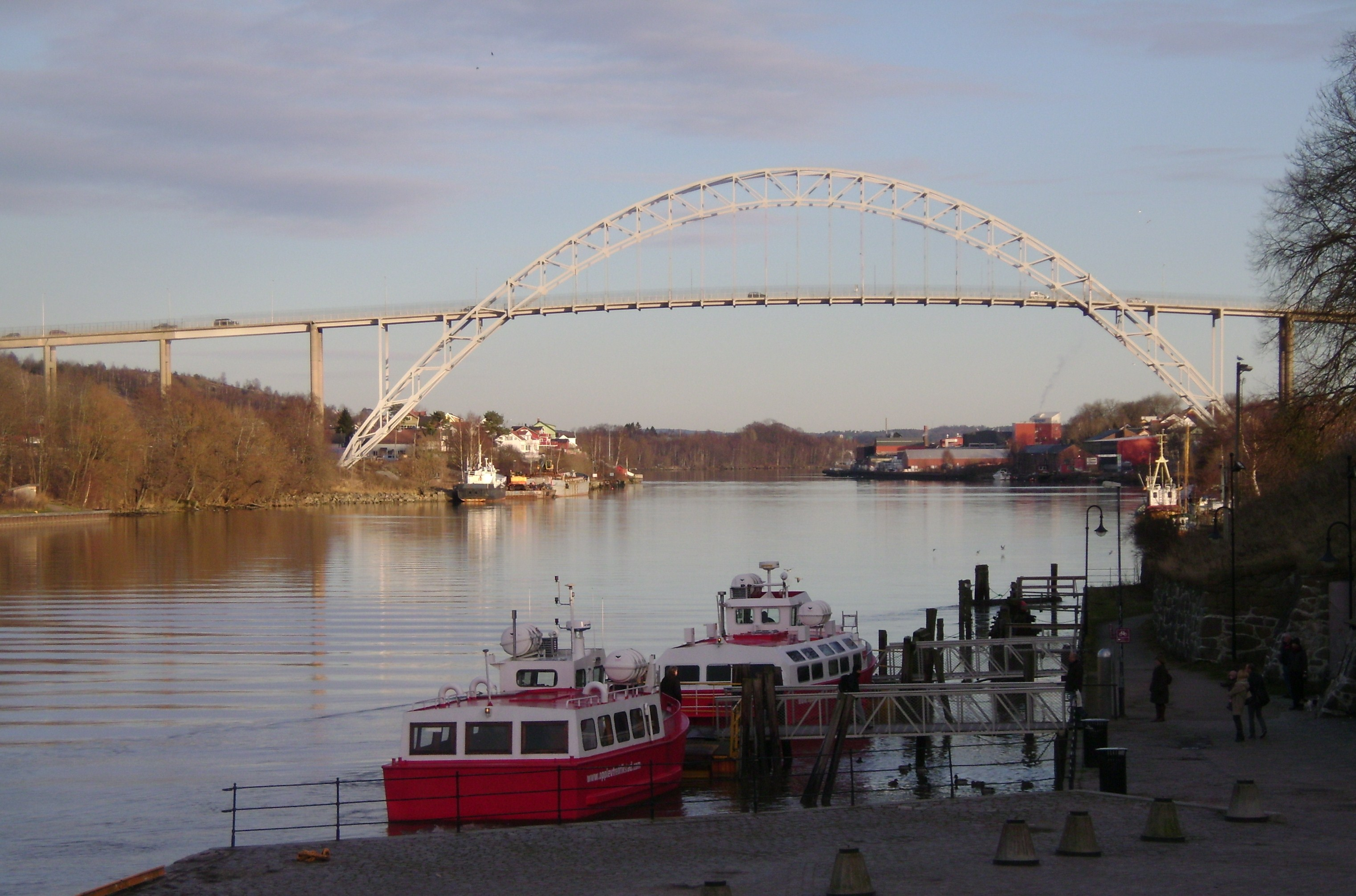
Le Pont de la Glomma à Fredrikstad en hiver
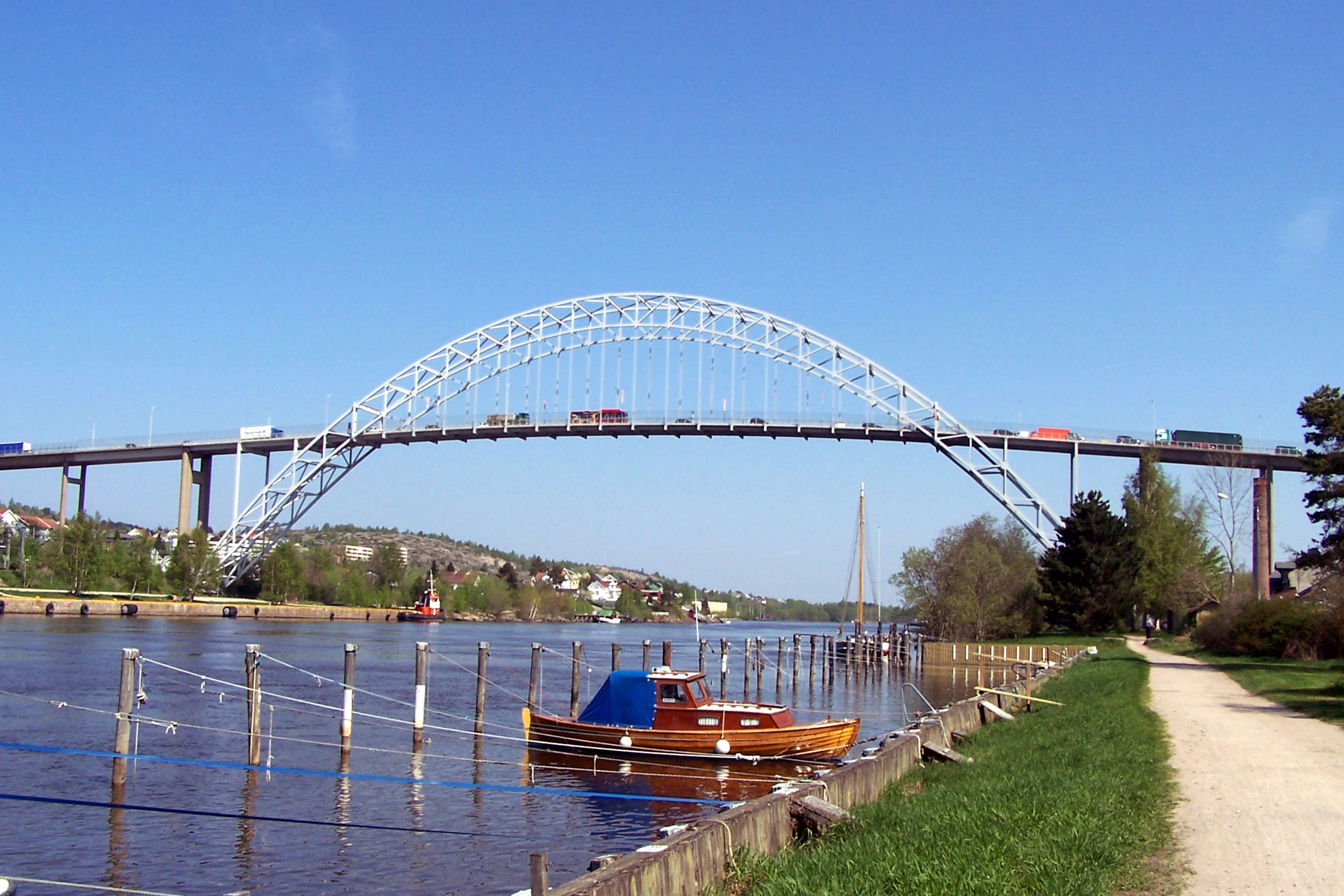
Le Pont de la Glomma à Fredrikstad au printemps